# Jason Segel
Jason Jordan Segel (Los Angeles, Kalifornia, 1980. január 18. –) amerikai színész, forgatókönyvíró és zenész.
Legismertebb alakítása Marshall Eriksen az Így jártam anyátokkal című szituációs komédiából. A Felkoppintva, a Lepattintva és a Spancserek című filmekben is szerepelt.

## Fiatalkora
Los Angelesben született, Jill Jordan és Alvin G. Segel gyermekeként és Pacific Palisades-ben nőtt fel. Apja zsidó, anyja pedig keresztény; apja vallása szerint nevelték, de keresztény iskolába is járt. Állítása szerint ő és féltestvére, Adam, fiatalon nem álltak egymáshoz közel.
Az általános iskola után Segel közép- és felsőfokú tanulmányait a Harvard-Westlake Schoolban végezte, ahol 193 cm-es magassága segítette, hogy fontos tagja legyen az állami fiú kosárlabda-csapatnak. A főiskolán arról álmodott, hogy profi színész lesz, a helyi palisades-i színházban játszott darabokban.

## Karrier
Az NBC rövidéletű dráma-vígjátékával, a Különcök és stréberekben Nick Andopolis szerepével vált ismertté. Ő írta a karakterének, Nicknek is egy dalát, amit a női főszereplőnek, Lindsaynek (Linda Cardellini) énekel. Ő és Segel pár évig jártak a sorozat megszüntetése után. Elterjedt, hogy a lány azért szakított vele, mert felszedett 10 kilót, de közben kiderült, hogy csak vicc volt, amit egy másik szövegkörnyezetből emeltek ki.
Segel később visszatérő szerepet kapott a CSI: A helyszínelőkben és az Undeclaredben is.  Marshall Eriksen szerepét alakította az Így jártam anyátokkal című szituációs komédiában. Filmszerepei között van többek között a Svihákok – A nyúl viszi a puskát, az SLC Punk!, az A humor forrása és az Egy hulla a szobatársam. 2007-ben szerepelt a Felkoppintva című filmben, amit a Különcök és stréberek megalkotója, Judd Apatow rendezett. Majd 2008-ban ő volt a főszereplő a Lepattintva című filmben, amit ő írt, és aminek Apatow illetve Shauna Robertson volt a producere. Szintén ő a főszereplő a 2009. március 20-án kiadott Spancserekben.
A 2010-es vígjátéknak, a Felhangolva című filmnek Segel írta a legtöbb betétdalát, amit egy kitalált együttes, az Infant Sorrow adott elő. Craig Ferguson talk showjában is előadott egy teljesen eredeti dalt, a "Wonky Eyed Girl"-t.
2010-ben ő adta a hangját Gru ősellenségének, Vektornak a Universal animációs filmjében, a Gruban.

## Filmográfia

### Film

#### Író és producer
| Év   | Magyar cím         | Eredeti cím               | Feladatkör | Feladatkör |
| Év   | Magyar cím         | Eredeti cím               | Író        | Producer   |
| ---- | ------------------ | ------------------------- | ---------- | ---------- |
| 2008 | Lepattintva        | Forgetting Sarah Marshall | Igen       | Nem        |
| 2010 | Felhangolva        | Get Him to the Greek      | Szereplők  | Koproducer |
| 2011 | Muppets            | Muppets                   | Igen       | Vezető     |
| 2012 | Ötéves jegyesség   | Five-Year Engagement      | Igen       | Vezető     |
| 2014 | Szexvideó          | Sex Tape                  | Igen       | Vezető     |
| 2022 | Váratlan szerencse | Windfall                  | Sztori     | Igen       |

#### Színész
| Év   | Magyar cím                                           | Eredeti cím                           | Szerep                           | Magyar hang      |
| ---- | ---------------------------------------------------- | ------------------------------------- | -------------------------------- | ---------------- |
| 1998 | Buli az élet                                         | Can't Hardly Wait                     | görögdinnyés srác                |                  |
| 1998 | Egy hulla a szobatársam                              | Dead Man on Campus                    | Kyle                             |                  |
| 1998 |                                                      | SLC Punk!                             | Mike                             |                  |
| 1999 |                                                      | New Jersey Turnpikes                  | ismeretlen szerep                |                  |
| 2002 | Svihákok – A nyúl viszi a puskát                     | Slackers                              | Sam Schechter                    | Hegedüs Miklós   |
| 2003 | 11:14                                                | 11:14                                 | Leon, rohammentős                | Garamszegi Gábor |
| 2003 |                                                      | Certainly Not a Fairytale (rövidfilm) | Leo                              |                  |
| 2004 |                                                      | LolliLove                             | Jason                            |                  |
| 2005 | A humor forrása                                      | The Good Humor Man                    | Smelly Bob                       |                  |
| 2006 |                                                      | Bye Bye Benjamin                      | Theodore Everest                 |                  |
| 2006 | Tenacious D, avagy a kerek rockerek (törölt jelenet) | Tenacious D in The Pick of Destiny    | főiskolás srác                   |                  |
| 2007 | Felkoppintva                                         | Knocked Up                            | Jason                            | Háda János       |
| 2008 | Lepattintva                                          | Forgetting Sarah Marshall             | Peter Bretter                    | Széles Tamás     |
| 2009 | Spancserek                                           | I Love You, Man                       | Sydney Fife                      | Nagy Ervin       |
| 2010 | Gru                                                  | Despicable Me                         | Victor "Vektor" Perkins (hangja) | Szabó Máté       |
| 2010 | Gulliver utazásai                                    | Gulliver's Travels                    | Horatio                          | Nagy Ervin       |
| 2011 | Rossz tanár                                          | Bad Teacher                           | Russell Gettis                   | Csőre Gábor      |
| 2011 | Barátság extrákkal                                   | Friends with Benefits                 | Brice                            | Kardos Róbert    |
| 2011 | Jeff, aki otthon lakik                               | Jeff Who Lives at Home                | Jeff                             | Csőre Gábor      |
| 2011 | Muppets                                              | The Muppets                           | Gary                             | Pál Tamás        |
| 2012 | Ötéves jegyesség                                     | Five-Year Engagement                  | Tom Solomon                      | Viczián Ottó     |
| 2012 | 40 és annyi                                          | This is Forty                         | Jason                            | Nagy Ervin       |
| 2013 | Itt a vége                                           | This Is the End                       | önmaga                           | Csőre Gábor      |
| 2014 | Szexvideó                                            | Sex Tape                              | Jay Hargrove                     | Hevér Gábor      |
| 2015 | A turné vége                                         | The End of the Tour                   | David Foster Wallace             | Turi Bálint      |
| 2017 |                                                      | The Discovery                         | Will Harbor                      |                  |
| 2018 |                                                      | Come Sunday                           | Henry                            |                  |
| 2019 | A barátunk                                           | Our Friend                            | Dane Faucheux                    | Hajdu Steve      |
| 2022 | Az ég a földig ér                                    | The Sky Is Everywhere                 | Big Walker                       |                  |
| 2022 | Váratlan szerencse                                   | Windfall                              | Senki                            | Makranczi Zalán  |

### Televízió
| Év        | Magyar cím                                         | Eredeti cím                                  | Szerep                    | Megjegyzések                                                                          |
| --------- | -------------------------------------------------- | -------------------------------------------- | ------------------------- | ------------------------------------------------------------------------------------- |
| 1999–2000 | Különcök és stréberek                              | Freaks and Geeks                             | Nick Andopolis            | főszereplő (18 epizód)                                                                |
| 2001      |                                                    | North Hollywood                              | ismeretlen szerep         | leadatlan próbaepizód                                                                 |
| 2001–2002 |                                                    | Undeclared                                   | Eric                      | hét epizód                                                                            |
| 2004      |                                                    | Harry Green and Eugene                       | Eugene Green              | leadatlan próbaepizód                                                                 |
| 2004–2005 | CSI: A helyszínelők                                | CSI: Crime Scene Investigation               | Neil Jansen               | 3 epizód                                                                              |
| 2005      | Alias                                              | Alias                                        | Sam Hauser                | 1 epizód                                                                              |
| 2005–2014 | Így jártam anyátokkal                              | How I Met Your Mother                        | Marshall Eriksen          | - főszereplő (280 epizód) - magyar hangja: - Csőre Gábor                              |
| 2009      | Family Guy                                         | Family Guy                                   | Marshall Eriksen (hangja) | - 1 epizód - magyar hangja: - Fesztbaum Béla                                          |
| 2011      | Saturday Night Live                                | Saturday Night Live                          | önmaga (házigazda)        | 1 epizód                                                                              |
| 2011      |                                                    | Take Two with Phineas and Ferb               | önmaga                    | 1 epizód                                                                              |
| 2020      |                                                    | Dispatches from Elsewhere                    | Peter                     | - főszereplő (10 epizód) - sorozat megalkotója - forgatókönyvíró, rendező és producer |
| 2020      |                                                    | Home Movie: The Princess Bride               | Fezzik                    | 1 epizód                                                                              |
| 2022      | Győzelmi sorozat: A Lakers dinasztia felemelkedése | Winning Time: The Rise of the Lakers Dynasty | Paul Westhead             | 7 epizód                                                                              |
| 2023      | Direkt terápia                                     | Shrinking                                    | Jimmy Laird               | - főszereplő - sorozat megalkotója - forgatókönyvíró és vezető producer               |